# Гыршелунский Камень
Гыршелунский камень — природно-археологический памятник, расположенный близ ст. Жилкин Хутор, в окрестностях с. Гыршелун Хилокского района, на скальном останце, на вершине одного из отрогов хребта Цаган-Хуртэй.

## Описание
Археологический памятник представлен наскальными рисунками, обнаруженными в 1991 году Чикойской археологической экспедицией, под руководством Михаила Васильевича Константинова. 15 марта 2008 года директор Хилокского краеведческого музея В. Ф. Петров и сотрудник И. В. Петров, в ходе исследований памятника, обнаружили ещё 4 группы с рисунками. В общей сложности, на поверхности останца, древними людьми были нанесены изображения антропоморфных фигур, линий, пятен и фигура птицы, около 50 изображений. Памятник регулярно мониторится.

## Современное состояние
Рисунки, на момент 2017 года, хорошей сохранности, однако подпорчены в 3 местах современными надписями, сделанными краской. Также отмечен рост лишайника поверх рисунков во втором пункте.

## Иллюстрации

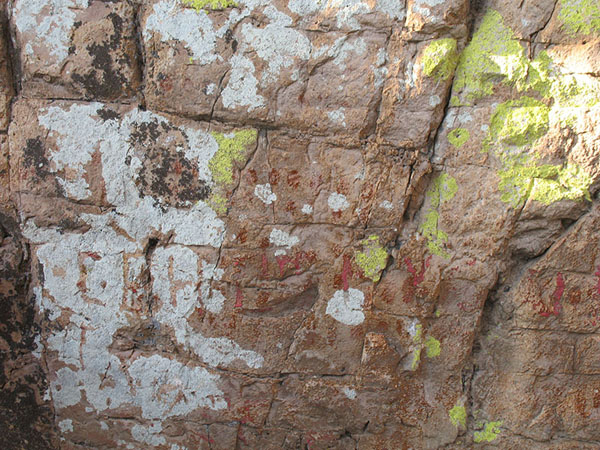
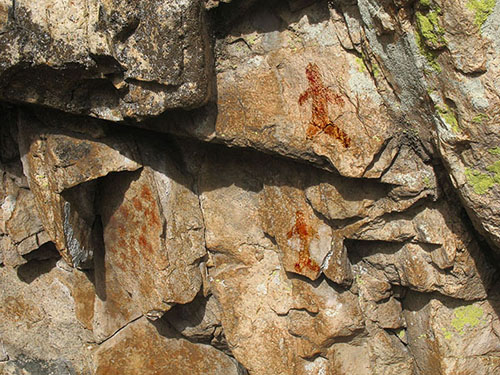